# Festival de télévision de Monte-Carlo
Pour les articles homonymes, voir Festival de Monte-Carlo.
Placé sous la présidence d’honneur du prince Albert II de Monaco, le Festival de télévision de Monte-Carlo se tient chaque année au mois de juin en principauté de Monaco au Grimaldi Forum.
Chaque édition débute par la cérémonie d'ouverture, présentant les membres du jury qui seront chargés de départager les œuvres en compétition. Cette soirée propose également une projection en avant-première d’un programme de télévision.

## Historique

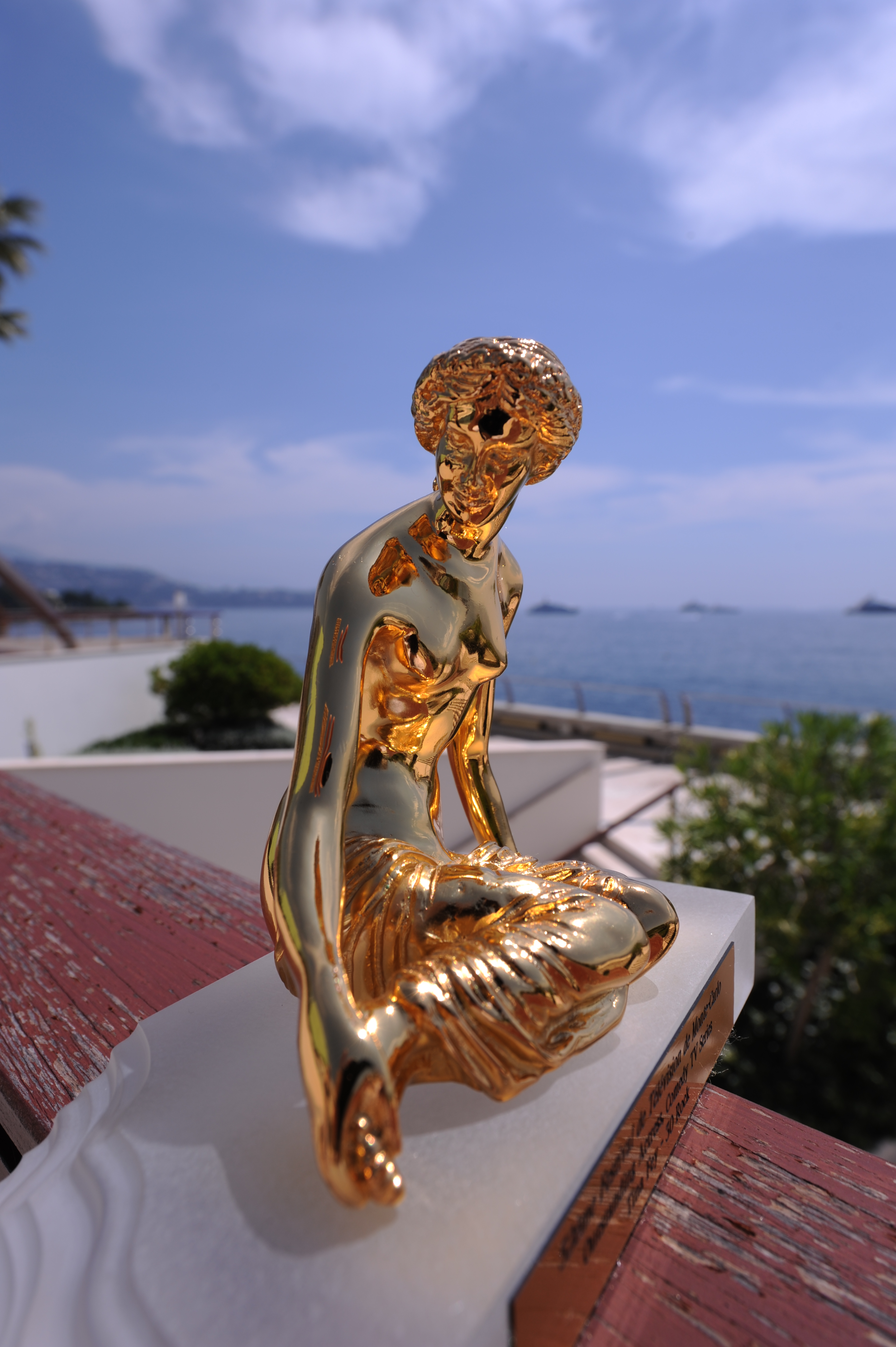
La Nymphe d'or, statuette décernée aux meilleurs programmes de télévision pendant le festival.

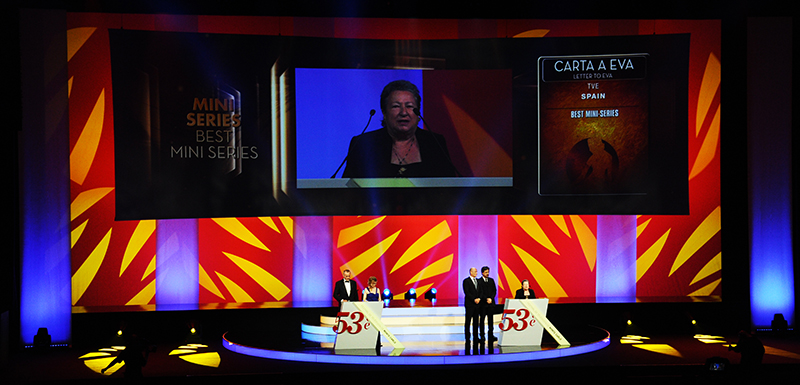
Cérémonie de remise des Nymphes d'or.

Le Festival de télévision de Monte-Carlo est un festival créé en 1961 à Monte-Carlo par le prince Rainier III de Monaco, récompensant les meilleures productions télévisuelles internationales.  L'édition de 2020 aurait dû être la soixantième mais elle a été reportée en 2021 en raison de la pandémie de Covid-19.
Depuis le début des années 1980, ce festival est surtout un « énorme marché international de la télévision », avec une « domination écrasante du monde anglo-saxon » « même si les affaires ne seront parfois conclues en fait qu'au MIP TV (Marché international des programmes de télévision) de Cannes ».
Depuis 1988, le président d'honneur du festival est le prince Albert II de Monaco. Des programmes de télévision de différents pays du monde et leurs créateurs sont récompensés par les Nymphes d'or, statuettes dorées reproduisant la nymphe Salmacis, œuvre du sculpteur monégasque François Joseph Bosio (1768-1845) dont l'original est exposé au musée du Louvre à Paris. L’attribution de cette distinction est gérée par un jury annuel,,.
Plusieurs événements ont ou ont été organisés pendant la période du festival, tels que Imagina, de 1981 à 2011. Un marché des programmes coexiste également avec le festival. Dans les années 1990, ce Festival et ce marché ont été considérés comme ayant un impact moindre.

## Catégories et prix

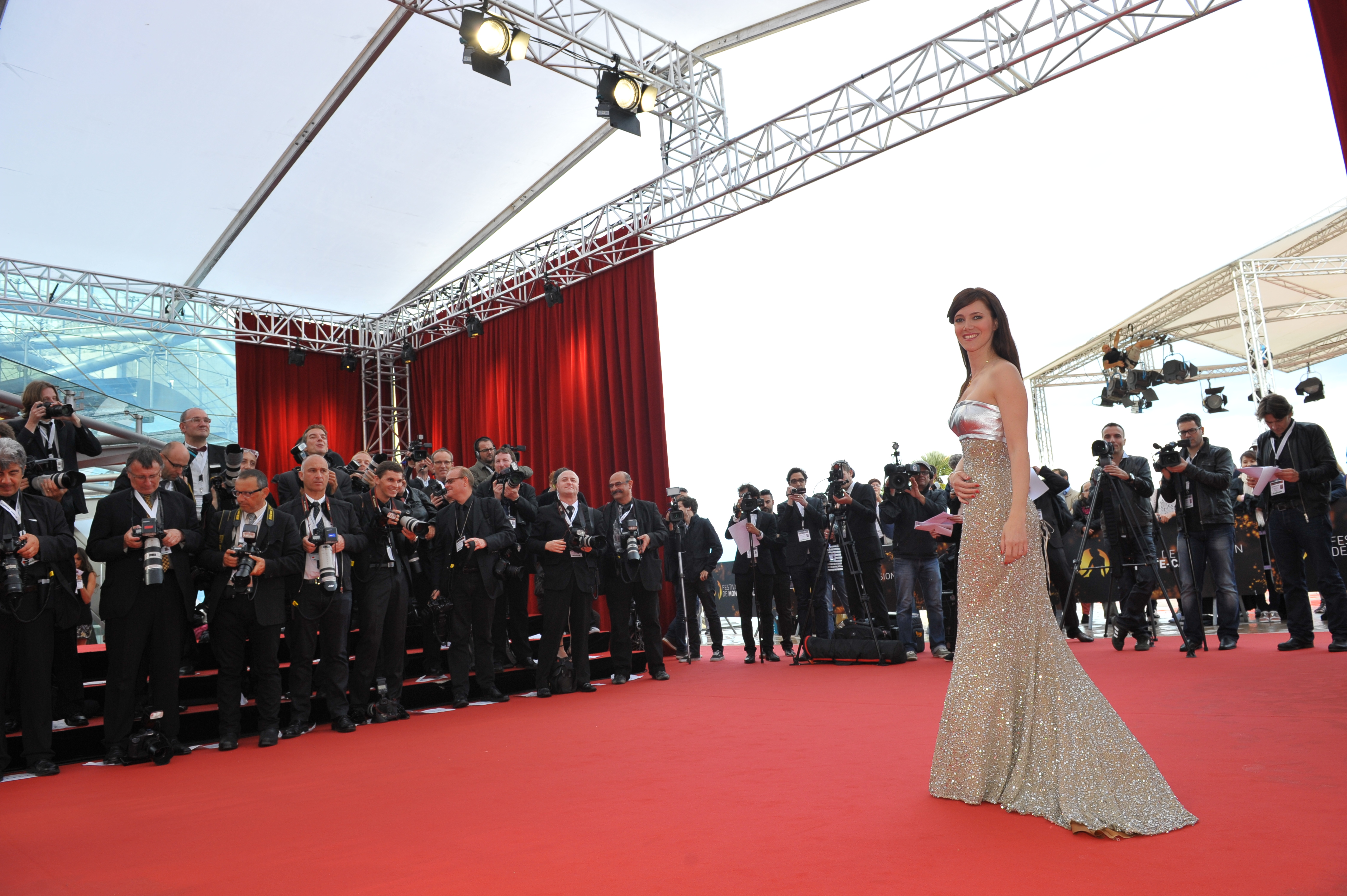
Tapis rouge.

### Fiction
La catégorie fiction regroupe films, mini-séries et séries TV.
Six Nymphes d’Or sont remises :
- Meilleur Film ;
- Meilleure Série ;
- Meilleure Création ;
- Meilleure Actrice ;
- Meilleur Acteur ;
- Prix Spécial du Jury;
- Prix du Public.

### Actualités
La catégorie actualités regroupe les programmes couvrant des événements d'actualités ou de sociétés ayant une importance au niveau mondial, national ou régional.
Trois Nymphes d'Or sont remises :
- Meilleur Grand Reportage d'Actualités ;
- Meilleur Film Documentaire ;
- Prix Spécial du Jury.

### Prix du prince Rainier III
Ce prix spécial a été créé à la demande du prince Albert II de Monaco, qui sélectionne lui-même le lauréat. Le prix est décerné au documentaire traitant le mieux des thématiques environnementales. Une dotation de 10 000 euros est remise au lauréat.
En partenariat avec la fondation du prince Albert II de Monaco.

### Prix spéciaux
- Prix de la Croix-Rouge monégasque
- Prix AMADE